# Flaga Wolnego Miasta Krakowa
Flaga Rzeczypospolitej Krakowskiej składa się z dwóch poziomych pasów o jednakowych grubościach. Pas górny jest koloru białego, a dolny koloru błękitnego.
Kolory te symbolizują błękitne i czyste niebo, oraz rzekę Wisłę przepływającą przez miasto. Flaga ta obowiązuje do dzisiaj jako oficjalna flaga Krakowa.